# Ormens år
För "ormens år" inom kinesisk astrologi, se Orm (zodiak).
Ormens år är Kjell Höglunds tionde studioalbum, utgivet 3 maj 1989.
Ormens år var det första av Höglunds studioalbum som ursprungligen släpptes på CD (Tidens tecken (1984) släpptes som CD senare). Det släpptes dock även en vinyl-version.
Med på skivan finns bl.a. låten "En stor stark", en av Höglunds mer kända sånger.

## Mottagande
Göteborgsposten beskrev Höglund som "rent mästerlig" i sin recension av Ormens år, och ansåg att skivan bjöd på "oanade musikaliska höjder." Dagens Nyheter tyckte att Höglund fortfarande var "en vissångare med smak för smäktande schlager, oavsett inramning", och att musiken var "ödmjuk, blygsam och i befriande avsaknad av stora gester." Aftonbladet beskrev Höglunds låttexter som "skarpa iakttagelser av livet i Sverige" och de musikaliska arrangemangen som "välprogrammerade" och "moderna."

## Låtlista
Text och musik: Kjell Höglund.
Sida A
1. "Rapport från Karibiska Sjön" - 5:12
2. "En stor stark" - 3:54
3. "Te och sympati" - 4:25
4. "Ljuset i tunneln" - 3:38
5. "Utan gränser" - 3:12
6. "Det förlorade paradiset" - 4:08

Sida B
1. "Livets flod" - 6:55
2. "Otäck tendens" - 4:58
3. "Domens dag" - 8:20
4. "Brända skepp" - 4:48

## Medverkande
- Kjell Höglund - sång
- Per Andréasson - arr., keyboards, kör
- Ulf "Sanken" Sandquist - trummor, keyboards, gitarr, kör, bongos, knä
- Anna-Karin Andersson - kör, keyboards
- Kettil Medelius - pianosolo, keyboards, arr.
- Nils Sandberg - klarinett
- Bengt Lindgren - bas, arr.
- Janne Hansson - keyboards
- Stefan Blomqvist - arr., keyboards
- Thomas Almqvist - arr., gitarr, percussion, keyboards
- Anders Engström - bas
- Clas Rosenberg - gitarrsolo
- Lalla Sandberg - kör
- Jan Ugand - kör
- Magdalena Jacobsson - kör